# Адамс (окръг, Мисисипи)
Вижте пояснителната страница за други значения на Адамс.
Окръг Адамс (на английски: Adams County) е окръг в щата Мисисипи, Съединени американски щати. Площта му е 1259 km². Според преброяването от 2010 г. населението е 32 297 души. Административен център е град Нанчес. Окръгът е кръстен на втория президент на Съединените щати, Джон Адамс, който заема този пост, когато окръгът е организиран през 1799 г. 

## История
Окръг Адамс е създаден на 2 април 1799 г. от част от териториалния окръг Пикеринг. Окръгът е организиран осемнадесет години преди Мисисипи да стане щат. Четирима губернатори на Мисисипи идват от окръг Адамс: Дейвид Холмс, Джордж Пойндекстър, Джон А. Куитман и Джерард Брандън.
През 1860 г., преди Гражданската война в САЩ, окръг Адамс е най-богатият окръг в Съединените щати.

## География
Според Бюрото за преброяване на населението на САЩ окръгът има обща площ от 488 квадратни мили (1 260 km 2), от които 462 квадратни мили (1 200 km 2) са земя и 25 квадратни мили (65 km 2) (5,2%) са вода.

## Съседни окръзи
- Окръг Джеферсън (север)
- Окръг Франклин (изток)
- Окръг Уилкинсън (юг)
- Енория Конкордия, Луизиана (югозапад)
- Енория Тенсас, Луизиана (северозапад)

## Национални защитени територии
- Национална гора Хомочито
- Национален исторически парк Натчез
- Национално убежище за диви животни „Света Катрин Крийк“